# North Abaco District
North Abaco District är ett distrikt i Bahamas. Det ligger i den norra delen av landet på ön Abaco, 190 km norr om huvudstaden Nassau.
Följande samhällen finns i North Abaco District:
- Cooper's Town

Runt North Abaco District är det glesbefolkat, med 10 invånare per kvadratkilometer. Savannklimat råder i trakten. Årsmedeltemperaturen i trakten är 23 °C. Den varmaste månaden är juni, då medeltemperaturen är 26 °C, och den kallaste är januari, med 18 °C. Genomsnittlig årsnederbörd är 1 475 millimeter. Den regnigaste månaden är juli, med i genomsnitt 238 mm nederbörd, och den torraste är januari, med 16 mm nederbörd.